# Parc Henri Matisse (Lille)
Le Parc Matisse est un jardin public de Lille situé dans le quartier d'Euralille entre la porte de Roubaix et la gare de Lille-Europe. Il a été conçu par Gilles Clément qui y a appliqué pour partie son concept de Tiers paysage.

## Histoire
Le parc a été aménagé entre 1996 et 2003 lors de la première phase  de la construction d'Euralille sur la partie jouxtant la porte de Roubaix et la caserne Souham du glacis des fortifications de Lille déclassées en 1919, restée peu occupée. 
Ce territoire était traversé par une voie reliant la rue de Roubaix à la rue du Faubourg-de-Roubaix par la porte de Roubaix, fermée à la circulation motorisée lors de la création du parc. Ce passage qui était également parcouru de 1876 à 1956 par la ligne de tramway F dont les rails subsistent comme vestiges à la sortie de la porte, est resté ouvert au passage des piétons. La voie qui existait depuis la fin des années 1930 dans le prolongement de la rue du Vieux Faubourg a également été supprimée. Une troisième voie routière disparue était parcourue par la ligne 2 du tramway ELRT dont le souvenir est évoqué par l'«allée du petit Mongy».

## Description

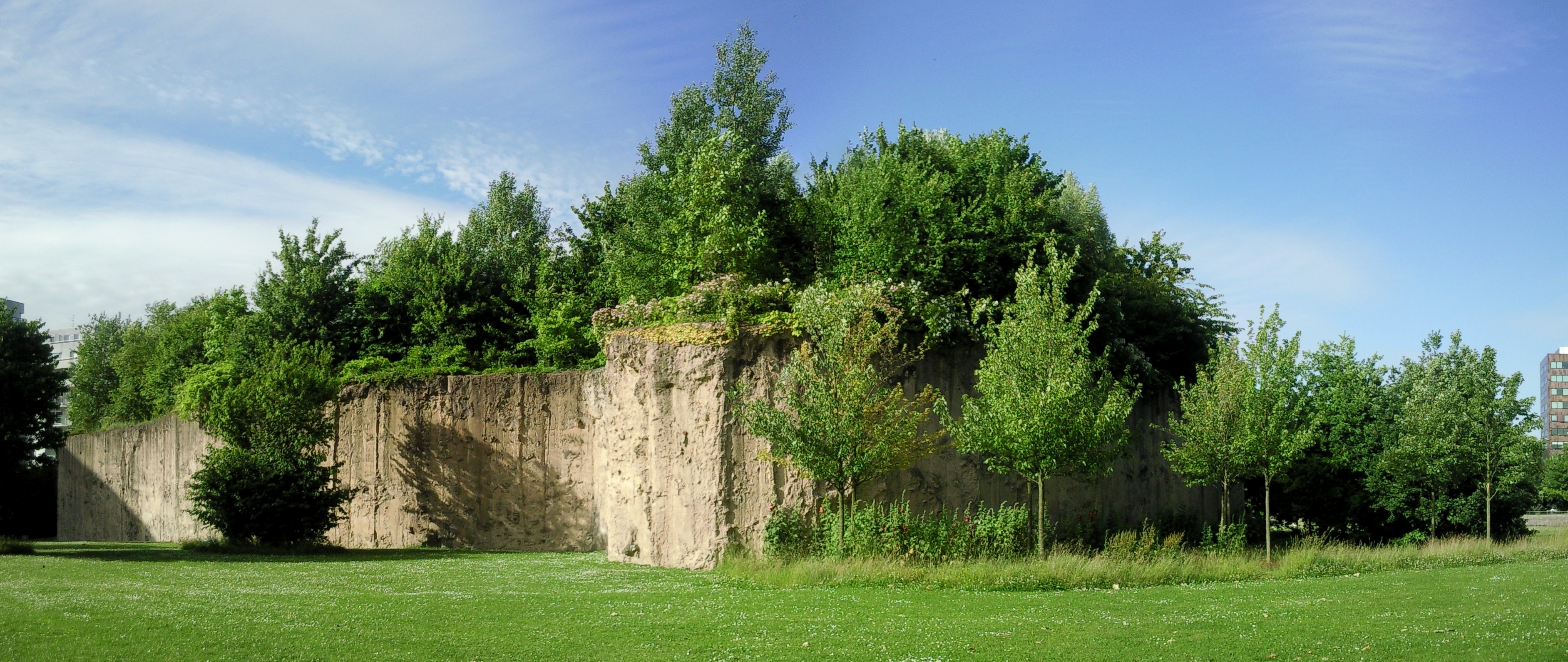
L'île Derborence dans le parc

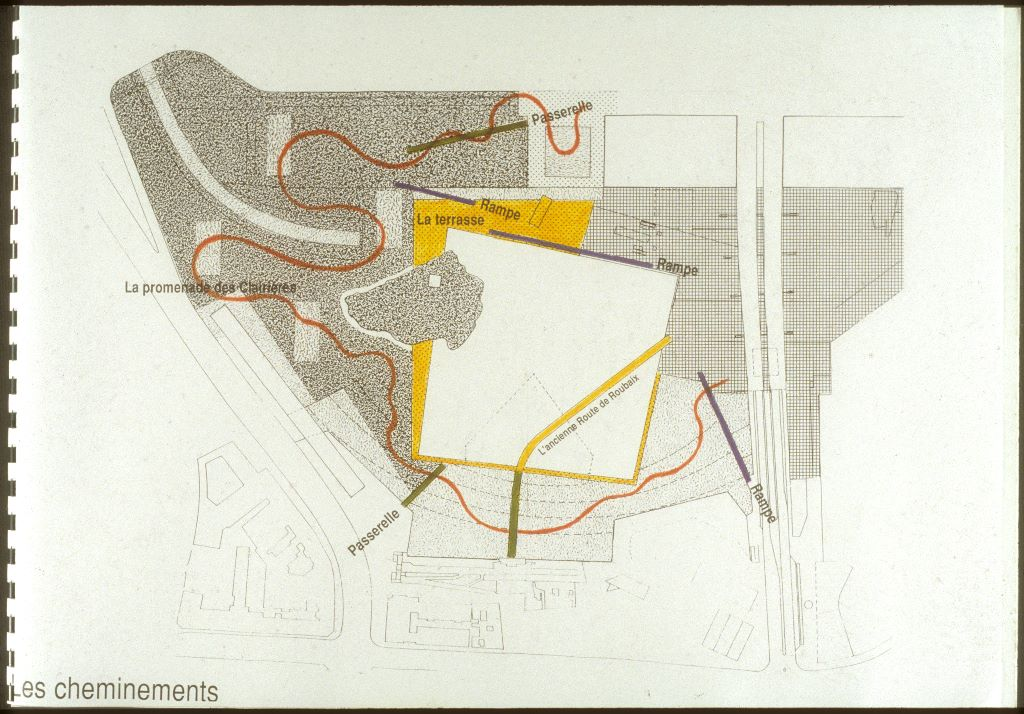
Plan général du parc

D'une superficie totale de huit hectares, il comporte quatre espaces distincts : 
- une vaste pelouse, dite grande prairie du boulingrin,
- l’île Derborence, créée en 1995. Il s'agit d'une forêt inaccessible de 2 500 m2, proche de l'emplacement d'un bastion disparu des anciennes fortifications de Vauban, et perchée sur un socle de sept mètres de haut constitué de gravats du chantier de la gare Lille-Europe[1]. Sa forme est une copie inversée de l'île des Antipodes, dans l'océan Pacifique[2] ; son nom fait référence à la forêt vierge qui borde le lac de Derborence, en Suisse. Quelques essences originaires de régions de l’hémisphère nord (Amérique du Nord, Asie, Europe) ont été plantées lors de sa création, puis ce milieu a été laissé en libre évolution, sans intervention humaine[2],[3].
- le bois des transparences, planté de pyrophytes, de bruyère et de bambous,
- le jardin en creux, aménagé dans les fossés des anciennes fortifications.

## Événements
Le Parc Matisse a été sélectionné pour accueillir une fan zone lors du championnat d'Europe de football 2016, d'une capacité de 25 000 places.